# سیارک ۶۶۴۰
سیارک ۶۶۴۰ (به انگلیسی: 6640 Falorni، نامگذاری:1990DL) شش هزار و ششصد و چهلمین سیارک کشف شده‌است که در ۲۴ فوریه ۱۹۹۰ کشف شد.
قدر مطلق سیارک برابر ۱۳٫۷۰ است.